# 1982 en Ontario
Chronologie de l'Ontario
- 1978
- 1979
- 1980
- 1981
- 1982
- 1983
- 1984
- 1985
- 1986

Cette page concerne des événements d'actualité qui se sont produits durant l'année 1982 dans la province canadienne de l'Ontario.

## Politique
- Premier ministre : Bill Davis du parti progressiste-conservateur de l'Ontario
- Chef de l'Opposition :
- Lieutenant-gouverneur : John Black Aird (en)
- Législature :

## Décès
- 28 mars : William Francis Giauque, ingénieur chimiste  (° 12 mai 1895).
- 28 juin : Igor Gouzenko, fonctionnaire de l'ambassade soviétique à Ottawa, Ontario.
- 5 octobre : Glenn Gould, pianiste, compositeur, écrivain, homme de radio et réalisateur (° 25 septembre 1932).
- 18 octobre : John Robarts, 17e premier ministre de l'Ontario (° 11 janvier 1917).
- 2 novembre : Dewey Soper, auteur, explorateur, ornithologue et zoologiste (° 5 mai 1893).